# Sawid
Sawid war nach 1057 Statthalter von Nowgorod.
Er war der erste Statthalter unter Fürst Mstislaw von Nowgorod. In einer Liste der Statthalter von Nowgorod wurde er an vierter Position genannt. Weitere Informationen über ihn sind nicht überliefert.
Sein Sohn Dmitr Sawiditsch war Statthalter von 1117 bis 1118.